# Camilo Aldao
Camilo Aldao is een plaats in het Argentijnse bestuurlijke gebied Marcos Juárez in de provincie Córdoba. De plaats telt 4.895 inwoners.